# مطار كرايستشيرش الدولي
مطار كرايستشيرش الدولي (إياتا: CHC، إيكاو: NZCH) مطار نيوزيلندي رئيسي يقع على بعد 12 كم (7.5 ميل) إلى الشمال الغربي من وسط مدينة كرايستشيرش في ضاحية هاروود. تم افتتاح المطار رسميًا في 18 مايو 1940، وأصبح أول مطار دولي في نيوزيلندا في 16 ديسمبر 1950. يعد ثاني أكثر المطارات ازدحامًا في نيوزيلندا بعد مطار أوكلاند الدولي بحركات الركاب والطائرات السنوية. يعد مطار كرايستشيرش الدولي ومطار أوكلاند الدولي المطاران الوحيدان الوحيدان في نيوزيلندا الذين يتعاملين بانتظام مع طائرات بوينج 747 وإيرباص إيه 380. وهو يعمل 24 ساعة في اليوم وخالي من حظر التجول.

## شركات الطيران والوجهات

### الركاب
| شركـات طيـران             | الوجهات |
| ------------------------- | --- |
| Air Chathams              | Chatham Islands ‏ |
| طيران نيوزيلندا           | مطار أوكلاند الدولي، مطار بريزبان، مطار دونيدين الدولي، مطار جولد كوست، Hamilton، Hokitika، Invercargill، مطار ملبورن الدولي، Napier، Nelson، New Plymouth ‏، Palmerston North، مطار كوينزتاون، Rotorua، مطار سيدني، Tauranga، مطار ويلينغتون الدولي |
| كاثي باسيفيك              | موسمي: مطار هونغ كونغ الدولي (تستأنف 13 نوفمبر 2023) |
| طيران الإمارات            | مطار دبي الدولي، مطار سيدني |
| خطوط فيجي الجوية          | مطار نادي الدولي |
| خطوط جيت ستار الجوية      | مطار أوكلاند الدولي، مطار جولد كوست، مطار ملبورن الدولي، مطار ويلينغتون الدولي |
| كانتاس                    | مطار بريزبان، مطار ملبورن الدولي، مطار سيدني |
| الخطوط الجوية السنغافورية | مطار شانغي سنغافورة |
| Sounds Air                | Blenheim، Wanaka |
| الخطوط الجوية المتحدة     | موسمي: مطار سان فرانسيسكو الدولي (تبدأ في 3 ديسمبر 2023) |

### الشحن
| شركـات طيـران     | الوجهات                                 |
| ----------------- | --------------------------------------- |
| دي إتش إل للطيران | مطار أوكلاند الدولي، مطار ملبورن الدولي |
| فيديكس إكسبرس     | مطار أوكلاند الدولي، مطار ملبورن الدولي |
| Parcelair         | مطار أوكلاند الدولي، Palmerston North   |
| Qantas Freight    | مطار أوكلاند الدولي، مطار سيدني         |
| طيران تيكسل       | مطار أوكلاند الدولي                     |

## الإحصائيات
|       |            |                                 |              |
| السنة | عدد الركاب | الإيرادات (ألف دولار نيوزيلندي) | عدد الطائرات |
| 2003  | 4،593،219  | 54،944                          | 86،701       |
| 2004  | 5،136،075  | 63،273                          | 90،794       |
| 2005  | 5،556،325  | 70،824                          | 88،828       |
| 2006  | 5،472،162  | 74،715                          | 86،196       |
| 2007  | 5،484،570  | 83،700                          | 82،134       |
| 2008  | 5،905،211  | 89،400                          | 84،092       |
| 2009  | 5،908،077  | 89،200                          | 82،073       |
| 2010  | 6،000،414  | 93،600                          | 79،016       |
| 2011  | 5،775،700  | 97،900                          | 75،529       |
| 2012  | 5،551،600  | 113،100                         | 73،184       |
| 2013  | 5،500،375  | 118،500                         | 71،715       |
| 2014  | 5،690،000  | 130،700                         | 71،201       |
| 2015  | 6،092،827  | 159،000                         | 104،670      |
| 2016  | 6،439،703  | 169،924                         | 94،955       |
| 2017  | 6،732،730  | 177،272                         | 95،432       |
| 2018  | 6،870،000  | 182،600                         | 97،000       |
| 2019  | 6،931،441  | 187،400                         |              |
| 2020  | 5،194،982  |                                 |              |
| 2021  | 3،705،373  |                                 |              |
| 2022  | 3،257،414  |                                 |              |

### الوجهات الدولية
| الرتبة | المطار              | الركاب  |
| ------ | ------------------- | ------- |
| 1      | مطار سيدني          | 171،566 |
| 2      | مطار ملبورن الدولي  | 138،589 |
| 3      | مطار شانغي سنغافورة | 115،634 |
| 4      | مطار بريزبان        | 112،211 |
| 5      | مطار جولد كوست      | 44،482  |
| 6      | مطار نادي الدولي    | 34،142  |